# Cristian Trombetta
Cristian Damián Trombetta (ur. 15 października 1986 w Rancul) – argentyński piłkarz pochodzenia włoskiego występujący na pozycji środkowego lub lewego obrońcy.

## Kariera klubowa
Trombetta jest wychowankiem zespołu Nueva Chicago z siedzibą w stołecznym mieście Buenos Aires. Do seniorskiej drużyny, występującej wówczas w drugiej lidze, został włączony jako dziewiętnastolatek i w sezonie 2005/2006 pomógł jej w awansie do najwyższej klasy rozgrywkowej. W argentyńskiej Primera División zadebiutował 4 sierpnia 2006 w przegranym 0:2 spotkaniu z Racing Club, jednak nie potrafił sobie wywalczyć miejsca w pierwszym składzie. Już po roku gry w najwyższej klasie rozgrywkowej razem ze swoim zespołem po przegranych barażach o utrzymanie spadł z powrotem do drugiej ligi, natomiast w sezonie 2007/2008 zanotował relegację na trzeci poziom rozgrywek i spędził tam kolejny rok. Ogółem barwy Nueva Chicago reprezentował przez cztery lata, nie odnosząc żadnych osiągnięć na szczeblu krajowym.
Latem 2009 Trombetta przeszedł do portugalskiego klubu Leixões SC z siedzibą w mieście Matosinhos. W Primeira Liga zadebiutował 14 sierpnia 2009 w zremisowanej 0:0 konfrontacji z CF Os Belenenses, jednak pełnił wyłącznie rolę rezerwowego swojej ekipy, a na koniec rozgrywek 2009/2010 zajął z nią ostatnie miejsce w tabeli, spadając do drugiej ligi portugalskiej. Bezpośrednio po tym powrócił do ojczyzny, podpisując kontrakt ze stołecznym Club Atlético Tigre, gdzie spędził kolejny rok bez większych sukcesów. W połowie 2011 roku został zawodnikiem Arsenalu de Sarandí, w którego barwach 3 października 2011 w wygranym 2:1 pojedynku z Uniónem Santa Fe strzelił swojego premierowego gola w najwyższej klasie rozgrywkowej. W wiosennym sezonie Clausura 2012 wywalczył z Arsenalem pierwszy w historii klubu tytuł mistrza Argentyny, lecz pozostawał wówczas głębokim rezerwowym zespołu prowadzonego przez szkoleniowca Gustavo Alfaro.
W połowie 2012 roku Trombetta został zawodnikiem meksykańskiej ekipy Jaguares de Chiapas z siedzibą w Tuxtla Gutiérrez, w barwach której 28 lipca w przegranym 2:4 meczu z Américą zadebiutował w tamtejszej Liga MX. W drużynie tej spędził jednak tylko sześć miesięcy, rozgrywając zaledwie jeden mecz ligowy. W lipcu 2013, po pół roku bezrobocia, powrócił do Argentyny, podpisując umowę z beniaminkiem najwyższej klasy rozgrywkowej – Club Olimpo z miasta Bahía Blanca.
| Sezon     | Klub                | Kraj       | Rozgrywki               | Mecze | Bramki |
| --------- | ------------------- | ---------- | ----------------------- | ----- | ------ |
| 2005/2006 | Nueva Chicago       | Argentyna  | Primera B Nacional      |       |        |
| 2006/2007 | Nueva Chicago       | Argentyna  | Primera División        | 10    | 0      |
| 2007/2008 | Nueva Chicago       | Argentyna  | Primera B Nacional      | 17    | 2      |
| 2008/2009 | Nueva Chicago       | Argentyna  | Primera B Metropolitana |       |        |
| 2009/2010 | Leixões SC          | Portugalia | Primeira Liga           | 6     | 0      |
| 2010/2011 | Club Atlético Tigre | Argentyna  | Primera División        | 18    | 0      |
| 2011/2012 | Arsenal de Sarandí  | Argentyna  | Primera División        | 14    | 1      |
| 2012/2013 | Jaguares de Chiapas | Meksyk     | Liga MX                 | 1     | 0      |
| 2013/2014 | Club Olimpo         | Argentyna  | Primera División        |       |        |